# 2322 Kitt Peak
2322 Kitt Peak је астероид главног астероидног појаса са пречником од приближно 16,04 .
Афел астероида је на удаљености од 2,388 астрономских јединица (АЈ) од Сунца, а перихел на 2,197 АЈ.
Ексцентрицитет орбите износи 0,041, инклинација (нагиб) орбите у односу на раван еклиптике 2,402 степени, а орбитални период износи 1268,063 дана (3,471 године).
Апсолутна магнитуда астероида је 12,70 а геометријски албедо 0,057.
Астероид је откривен 28. октобра 1954. године.